# 안주 사나
안주 사나(일본어: 杏樹紗奈, 1989년 1월 14일 ~ )는 쿠루미 히나(くるみひな)라는 예명으로 데뷔했던 일본의 성인 비디오 여배우다. 2008년 3월 S1 NO.1 STYLE에서 성인 비디오 업계에 데뷔했으며, 2009년 "제 1회 SOD Star 신데렐라 오디션"에서 3위에 입상했다. 2011년 안주 사나로 예명을 변경하였고, 이듬해 자신이 4년간 AV 여배우로서 벌어들인 수익을 공개했는데 이는 약 1,800만 엔에 달했다. 2014년 8월에 CREAM PIE에서 발매된 작품을 끝으로 활동이 중단됐으며, 현재는 은퇴하였다.

## 같이 보기
- S1 NO.1 STYLE
- 소프트 온 디맨드
- 성인 비디오 / 배우
- 오네가이! 마스캇토
- 에비스 마스캇츠